# 布魯斯·艾姆斯
布魯斯·艾姆斯（英語：Bruce Ames，1928年12月16日—2024年10月5日），美國生物化學學家，加州大學生物化學與分子生物學系教授。